# 금희와 은희의 운명
《금희와 은희의 운명》은 조선민주주의인민공화국의 영화이다. 쌍둥이인 금희와 은희가 해방 후 각각 남과 북으로 흩어지게 된다. 금희는 북의 미술가 부모 밑에서 훌륭하게 자라나, 남에서 부랑아 생활을 하고 있는 은희를 생각하는 내용을 담고 있다.